# Джеральд Бром
Джеральд Бром (англ. Gerald Brom) — американський художник-фантаст, знаменитий  готичною естетикою своїх робіт. Ілюстратор книг і художник-постановник фільмів в жанрах фентезі і  жахів.
Його найвідоміше темне фентезі «Щипач» (The Plucker) мала бути екранізована New Line Cinema. Однак через те, що 2008 року Warner Bros. поглинула New Line Cinema, знімальний процес зупинився. Роман, що складається із трьох частин, двадцяти двох розділів та понад сотні кольорових ілюстрацій, вийшов українською у видавництві Varvar Publishing.

## Біографія
Бром народився 9 березня 1965 року в  Джорджії, США. Його батько був пілотом  американських ВПС і служив на закордонних базах, тому дитинство Брома пройшло під  Франкфуртом, Німеччина. Деякий час Бром прожив і в Японії. За час служби в армії майбутній художник так звик, що його називають тільки за прізвищем, що майже забув своє ім'я — Джеральд. Він підписується, і просить називати його, просто «Бром».
З двадцяти років Бром займається професійною ілюстрацією. Перший час він був пов'язаний з рекламним бізнесом. У 1989 році Джеф Ізлі запросив його в штаб видавництва  TSR / WIzards of the Coast, що займається виданням настільних рольових ігор і книг по ним. Бром працював над книгами і колекційними картами по Всесвіту Forgotten Realms, Dark Sun і Magic: The Gathering.
У 1994 році Бром пішов з редакції TSR і став вільним художником. Він співпрацював з DC Comics, малював обкладинки для книжок  Майкла Муркока,  Едгара Барроуза. У 2000-і Бром знову став частим гостем в Wizards of the Coast. Серія книг «Війна павукової Королеви» під редакцією  Роберта Сальваторе виходить в його оформленні, як і Цикл «Аватари». Він також брав участь в роботі над фільмами жахів:  Ван Хелсінг, Сонна лощина, Привиди Марса та іншими; комп'ютерними іграми: Doom I і  II, Heretic I і  II, і іншими.
Бром живе з дружиною і двома дітьми в Сіетлі.